# Російський листок (московська газета)
Російський листок — щоденна газета, що виходила в Російській імперії російською мовою з 1890. За півтора десятиліття до цього, у 1875-1876 у Москві вже виходила однойменна газета, проте ці друковані видання, крім назви та місця прописки, більше нічого не пов'язує.
Газета з'явилася внаслідок перетворення періодичного видання «Російський довідковий листок», який почав виходити роком раніше (з 1889). Редакція газети «Русский листок» розташовувалась у Москві, там же друкувався і тираж «Російського листка».
Першим видавцем газети «Російський листок» був В. Міллер. У 1896 до нього приєднався співробітник «Московських відомостей» К. П. Цвєтков, в 1897 - багатий оптовий торговець папером П. М. Генцель. У тому ж 1897 у складі видавців вийшли спочатку К. Цвєтков, потім і У. Міллер; їхнє місце зайняв М. Л. Казецький, який офіційно складався редактором газети, але фактичними були інші: першим з них М. М. Гаккебуш.
Газета «Російський листок», на думку М. М. Лісовського, належала до найбільш типових представниць «малої преси».